# كيفن إليس (لاعب دوري الرغبي)
كيفن إليس (بالإنجليزية: Kevin Ellis)‏ هو لاعب دوري الرغبي أسترالي وبريطاني، ولد في 29 مايو 1965 في بريدجند ‏ في المملكة المتحدة.